# الدوري الإيطالي 1956–57
الدوري الإيطالي الدرجة الأولى 1956–57 (بالإيطالية: Serie A 1956-1957)‏ هو موسم من الدوري الإيطالي الدرجة الأولى. أقيم خلال الفترة 16 سبتمبر 1956 وحتى 16 يونيو 1957، وفاز فيه إيه سي ميلان.